# Copa do Mundo de Futebol Feminino de 2015
A Copa do Mundo de Futebol Feminino de 2015 foi a sétima edição do campeonato e teve como país anfitrião o Canadá. A competição ocorreu pela primeira vez neste país, cuja sede foi designada pela Federação Internacional de Futebol em uma reunião ocorrida entre os dias 2 e 3 de março de 2011. O torneio teve início no dia 6 de junho e se encerrou no dia 5 de julho. Um total de seis cidades em cinco fuso-horários diferentes sediaram partidas do torneio.
O torneio teve uma alteração em relação aos anteriores quanto ao número de participantes, com a expansão de 16 para 24 seleções. Com o aumento no número de participantes, oito seleções fizeram sua estreia em mundiais de futebol feminino. Todas as seleções que já estiveram nas semifinais, contabilizando todos os mundiais femininos, participaram do torneio. Assim como a Copa do Mundo FIFA de 2014, a tecnologia da linha do gol esteve presente pela primeira vez. O mundial também foi o primeiro a ser jogado inteiramente em relva artificial, causando bastante polêmica antes do torneio.
Numa reedição da final de 2011, os Estados Unidos venceram a revanche goleando o Japão por 5–2 e tornaram-se as maiores vencedoras de mundiais femininos com três títulos.

## Candidaturas
A licitação de um mundial feminino garante ao país sede os direitos de hospedagem de dois torneios FIFA, assim como os mundiais masculinos. O país vencedor também iria sediar a Copa do Mundo de Futebol Feminino Sub-20 de 2014, sendo que o torneio serviria de preparação para o país acolhedor, assim como a Copa das Confederações FIFA. As nações candidatas deveriam apresentar sua candidatura até dezembro de 2010. As seguintes nações apresentaram candidatura para sediar o mundial:
- Canadá
- Zimbabwe

Apesar de ter apresentado sua candidatura, o Zimbábue retirou-se da corrida no dia 1 de março de 2011, restando apenas o Canadá como postulante, quando foi confirmado pelo Comitê Executivo da FIFA como país sede em 3 de março de 2011.

## Estádios
Sete cidades canadenses mostraram interesse em receber jogos do evento, com Halifax sendo excluída em 2012. As cidades da região de Toronto decidiram não se candidatar para evitar choque de datas com os Jogos Pan-Americanos de 2015. Todos os seis estádios usam grama sintética, marcando o primeiro torneio FIFA disputado inteiramente em gramados artificiais.
| Montreal                     | Edmonton                           | Vancouver                     |
| ---------------------------- | ---------------------------------- | ----------------------------- |
| Estádio Olímpico             | Estádio Commonwealth               | Estádio BC Place              |
| 45° 33′ 28″ N, 73° 33′ 07″ O | 53° 33′ 35″ N, 113° 28′ 34″ O      | 49° 16′ 36″ N, 123° 06′ 43″ O |
| Capacidade: 61 004           | Capacidade: 53 058                 | Capacidade: 54 500            |
|                              |                                    |                               |
| Winnipeg                     | Ottawa                             | Moncton                       |
| Estádio Winnipeg             | Estádio Lansdowne                  | Estádio Moncton               |
| 49° 48′ 28″ N, 97° 08′ 45″ O | 45° 23′ 53,44″ N, 75° 41′ 01,14″ O | 46° 06′ 30″ N, 64° 47′ 00″ O  |
| Capacidade: 33 422           | Capacidade: 24 000                 | Capacidade: 13 000            |
|                              |                                    |                               |

## Participantes
Nesta edição da Copa do Mundial, foi ampliado o número de seleções participantes de 16 para 24, aumentando o número de jogos de 32 para 52 no total. Em 11 de junho de 2012 a FIFA anunciou a distribuição de vagas pelas confederações.
A única seleção proibida de participar das eliminatórias foi a Coreia do Norte, banida pela FIFA após diversas jogadoras testarem positivo para substâncias proibidas durante a Copa do Mundo de 2011.
| Confederação | Selecção        | Presenças | Primeira presença | Última presença | Melhor resultado anterior            |
| ------------ | --------------- | --------- | ----------------- | --------------- | ------------------------------------ |
| UEFA         | Alemanha        | 7         | 1991              | 2011            | Campeãs (2003 e 2007)                |
| UEFA         | Espanha         | 1         | -                 | -               | Estreante                            |
| UEFA         | Suíça           | 1         | -                 | -               | Estreante                            |
| UEFA         | Suécia          | 7         | 1991              | 2011            | Vice-campeãs (2003)                  |
| UEFA         | Noruega         | 7         | 1991              | 2011            | Campeãs (1995)                       |
| UEFA         | Inglaterra      | 4         | 1995              | 2011            | Quartas de final (1995, 2007 e 2011) |
| UEFA         | França          | 3         | 2003              | 2011            | 4º lugar (2011)                      |
| UEFA         | Países Baixos   | 1         | -                 | -               | Estreante                            |
| AFC          | Austrália       | 6         | 1995              | 2011            | Quartas de final (2007 e 2011)       |
| AFC          | China           | 6         | 1991              | 2007            | Vice-campeãs (1999)                  |
| AFC          | Coreia do Sul   | 2         | 2003              | 2003            | Fase de grupos (2003)                |
| AFC          | Japão           | 7         | 1991              | 2011            | Campeãs (2011)                       |
| AFC          | Tailândia       | 1         | -                 | -               | Estreante                            |
| OFC          | Nova Zelândia   | 4         | 1991              | 2011            | Fase de grupos (1991, 2007 e 2011)   |
| CONCACAF     | Canadá          | 6         | 1995              | 2011            | 4º lugar (2003)                      |
| CONCACAF     | Costa Rica      | 1         | -                 | -               | Estreante                            |
| CONCACAF     | Estados Unidos  | 7         | 1991              | 2011            | Campeãs (1991 e 1999)                |
| CONCACAF     | México          | 3         | 1999              | 2011            | Fase de grupos (1999 e 2011)         |
| CAF          | Camarões        | 1         | -                 | -               | Estreante                            |
| CAF          | Nigéria         | 7         | 1991              | 2011            | Quartas de final (1999)              |
| CAF          | Costa do Marfim | 1         | -                 | -               | Estreante                            |
| CONMEBOL     | Brasil          | 7         | 1991              | 2011            | Vice-campeãs (2007)                  |
| CONMEBOL     | Colômbia        | 2         | 2011              | 2011            | Fase de grupos (2011)                |
| CONMEBOL     | Equador†        | 1         | -                 | -               | Estreante                            |

† - qualificou-se na repescagem contra uma equipe da CONCACAF (Trinidad e Tobago).

## Sorteio
O sorteio que definiu a composição dos grupos realizou-se a 6 de dezembro de 2014 em Ottawa, após a definição de todas as equipes classificadas através das eliminatórias continentais. Em 28 de novembro o Comitê Organizador anunciou como se procederia o sorteio:
| Pote 1                                             | Pote 2                                                           | Pote 3                                                   | Pote 4                                                |
| -------------------------------------------------- | ---------------------------------------------------------------- | -------------------------------------------------------- | ----------------------------------------------------- |
| Alemanha Brasil Canadá Estados Unidos França Japão | Camarões Costa do Marfim Costa Rica México Nigéria Nova Zelândia | Austrália China Colômbia Coreia do Sul Equador Tailândia | Espanha Inglaterra Noruega Países Baixos Suécia Suíça |

## Arbitragem
Em 30 de março de 2015 a FIFA anunciou as árbitras e assistentes para o Mundial, escolhidas através da sua Comissão de Árbitros.
Esta é a lista de árbitras e assistentes que atuarão na Copa do Mundo Feminina:
| Árbitras               | Assistentes |
| AFC                    | AFC |
| ---------------------- | --- |
| MAS Rita Gani          | CHN Cui Yongmei CHN Fang Yan AUS Allyson Flynn AUS Sarah Ho PRK Hong Kum-Nyo KOR Kim Kyoung-Min MAS Widiya Shamsuri JPN Naomi Teshirogi                                  |
| SIN Abirami Naidu      | CHN Cui Yongmei CHN Fang Yan AUS Allyson Flynn AUS Sarah Ho PRK Hong Kum-Nyo KOR Kim Kyoung-Min MAS Widiya Shamsuri JPN Naomi Teshirogi                                  |
| CHN Qin Liang          | CHN Cui Yongmei CHN Fang Yan AUS Allyson Flynn AUS Sarah Ho PRK Hong Kum-Nyo KOR Kim Kyoung-Min MAS Widiya Shamsuri JPN Naomi Teshirogi                                  |
| PRK Ri Hyang-Ok        | CHN Cui Yongmei CHN Fang Yan AUS Allyson Flynn AUS Sarah Ho PRK Hong Kum-Nyo KOR Kim Kyoung-Min MAS Widiya Shamsuri JPN Naomi Teshirogi                                  |
| JPN Sachiko Yamagishi  | CHN Cui Yongmei CHN Fang Yan AUS Allyson Flynn AUS Sarah Ho PRK Hong Kum-Nyo KOR Kim Kyoung-Min MAS Widiya Shamsuri JPN Naomi Teshirogi                                  |
| CAF                    | |
| ZAM Gladys Lengwe      | TOG Ayawa Dzodope MWI Bernadettar Kwimbira MAR Souad Oulhaj MAD Lidwine Rakotozafinoro                                                                                   |
| CMR Therese Neguel     | TOG Ayawa Dzodope MWI Bernadettar Kwimbira MAR Souad Oulhaj MAD Lidwine Rakotozafinoro                                                                                   |
| ETH Ledya Tafesse      | TOG Ayawa Dzodope MWI Bernadettar Kwimbira MAR Souad Oulhaj MAD Lidwine Rakotozafinoro                                                                                   |
| CONCACAF               | |
| MEX Quetzalli Alvarado | SLV Elizabeth Aguilar JAM Princess Brown MEX Enedina Caudillo CAN Marie-Josée Charbonneau MEX Mayte Chávez CRC Kimberly Moreira CAN Suzanne Morisset HON Shirley Perello |
| HON Melissa Borjas     | SLV Elizabeth Aguilar JAM Princess Brown MEX Enedina Caudillo CAN Marie-Josée Charbonneau MEX Mayte Chávez CRC Kimberly Moreira CAN Suzanne Morisset HON Shirley Perello |
| CAN Carol Anne Chenard | SLV Elizabeth Aguilar JAM Princess Brown MEX Enedina Caudillo CAN Marie-Josée Charbonneau MEX Mayte Chávez CRC Kimberly Moreira CAN Suzanne Morisset HON Shirley Perello |
| USA Margaret Domka     | SLV Elizabeth Aguilar JAM Princess Brown MEX Enedina Caudillo CAN Marie-Josée Charbonneau MEX Mayte Chávez CRC Kimberly Moreira CAN Suzanne Morisset HON Shirley Perello |
| CAN Michelle Pye       | SLV Elizabeth Aguilar JAM Princess Brown MEX Enedina Caudillo CAN Marie-Josée Charbonneau MEX Mayte Chávez CRC Kimberly Moreira CAN Suzanne Morisset HON Shirley Perello |
| MEX Lucila Venegas     | SLV Elizabeth Aguilar JAM Princess Brown MEX Enedina Caudillo CAN Marie-Josée Charbonneau MEX Mayte Chávez CRC Kimberly Moreira CAN Suzanne Morisset HON Shirley Perello |

| Árbitras                | Assistentes |
| CONMEBOL                | CONMEBOL |
| ----------------------- | --- |
| ARG Salomé Di Iorio     | BRA Janette Arcanjo BOL Liliana Bejarano ARG Mariana de Almeida URU Luciana Mascaraña ARG María Rocco CHI Loreto Toloza |
| COL Yeimy Martínez      | BRA Janette Arcanjo BOL Liliana Bejarano ARG Mariana de Almeida URU Luciana Mascaraña ARG María Rocco CHI Loreto Toloza |
| PAR Olga Miranda        | BRA Janette Arcanjo BOL Liliana Bejarano ARG Mariana de Almeida URU Luciana Mascaraña ARG María Rocco CHI Loreto Toloza |
| URU Claudia Umpiérrez   | BRA Janette Arcanjo BOL Liliana Bejarano ARG Mariana de Almeida URU Luciana Mascaraña ARG María Rocco CHI Loreto Toloza |
| OFC                     | |
| NZL Anna-Marie Keighley | TGA Lata Kaumatule NZL Sarah Walker |
| COK Tupou Patia         | TGA Lata Kaumatule NZL Sarah Walker |
| UEFA                    | |
| ROU Teodora Albon       | ENG Natalie Aspinall BEL Ella de Vries ROU Petruţa Iugulescu GRE Chrysoula Kourompylia CYP Angela Kyriakou FRA Manuela Nicolosi SWE Anna Nyström IRL Michelle O'Neill FIN Tonja Paavola ESP Yolanda Parga UKR Natalia Rachynska GER Katrin Rafalski CZE Lucie Ratajová CRO Sanja Rođak-Karšić SVK Mária Súkeníková GER Marina Wozniak |
| FRA Stéphanie Frappart  | ENG Natalie Aspinall BEL Ella de Vries ROU Petruţa Iugulescu GRE Chrysoula Kourompylia CYP Angela Kyriakou FRA Manuela Nicolosi SWE Anna Nyström IRL Michelle O'Neill FIN Tonja Paavola ESP Yolanda Parga UKR Natalia Rachynska GER Katrin Rafalski CZE Lucie Ratajová CRO Sanja Rođak-Karšić SVK Mária Súkeníková GER Marina Wozniak |
| HUN Katalin Kulcsár     | ENG Natalie Aspinall BEL Ella de Vries ROU Petruţa Iugulescu GRE Chrysoula Kourompylia CYP Angela Kyriakou FRA Manuela Nicolosi SWE Anna Nyström IRL Michelle O'Neill FIN Tonja Paavola ESP Yolanda Parga UKR Natalia Rachynska GER Katrin Rafalski CZE Lucie Ratajová CRO Sanja Rođak-Karšić SVK Mária Súkeníková GER Marina Wozniak |
| SWE Pernilla Larsson    | ENG Natalie Aspinall BEL Ella de Vries ROU Petruţa Iugulescu GRE Chrysoula Kourompylia CYP Angela Kyriakou FRA Manuela Nicolosi SWE Anna Nyström IRL Michelle O'Neill FIN Tonja Paavola ESP Yolanda Parga UKR Natalia Rachynska GER Katrin Rafalski CZE Lucie Ratajová CRO Sanja Rođak-Karšić SVK Mária Súkeníková GER Marina Wozniak |
| GRE Efthalia Mitsi      | ENG Natalie Aspinall BEL Ella de Vries ROU Petruţa Iugulescu GRE Chrysoula Kourompylia CYP Angela Kyriakou FRA Manuela Nicolosi SWE Anna Nyström IRL Michelle O'Neill FIN Tonja Paavola ESP Yolanda Parga UKR Natalia Rachynska GER Katrin Rafalski CZE Lucie Ratajová CRO Sanja Rođak-Karšić SVK Mária Súkeníková GER Marina Wozniak |
| UKR Kateryna Monzul     | ENG Natalie Aspinall BEL Ella de Vries ROU Petruţa Iugulescu GRE Chrysoula Kourompylia CYP Angela Kyriakou FRA Manuela Nicolosi SWE Anna Nyström IRL Michelle O'Neill FIN Tonja Paavola ESP Yolanda Parga UKR Natalia Rachynska GER Katrin Rafalski CZE Lucie Ratajová CRO Sanja Rođak-Karšić SVK Mária Súkeníková GER Marina Wozniak |
| SUI Esther Staubli      | ENG Natalie Aspinall BEL Ella de Vries ROU Petruţa Iugulescu GRE Chrysoula Kourompylia CYP Angela Kyriakou FRA Manuela Nicolosi SWE Anna Nyström IRL Michelle O'Neill FIN Tonja Paavola ESP Yolanda Parga UKR Natalia Rachynska GER Katrin Rafalski CZE Lucie Ratajová CRO Sanja Rođak-Karšić SVK Mária Súkeníková GER Marina Wozniak |
| GER Bibiana Steinhaus   | ENG Natalie Aspinall BEL Ella de Vries ROU Petruţa Iugulescu GRE Chrysoula Kourompylia CYP Angela Kyriakou FRA Manuela Nicolosi SWE Anna Nyström IRL Michelle O'Neill FIN Tonja Paavola ESP Yolanda Parga UKR Natalia Rachynska GER Katrin Rafalski CZE Lucie Ratajová CRO Sanja Rođak-Karšić SVK Mária Súkeníková GER Marina Wozniak |
| ITA Carina Vitulano     | ENG Natalie Aspinall BEL Ella de Vries ROU Petruţa Iugulescu GRE Chrysoula Kourompylia CYP Angela Kyriakou FRA Manuela Nicolosi SWE Anna Nyström IRL Michelle O'Neill FIN Tonja Paavola ESP Yolanda Parga UKR Natalia Rachynska GER Katrin Rafalski CZE Lucie Ratajová CRO Sanja Rođak-Karšić SVK Mária Súkeníková GER Marina Wozniak |

## Fase de grupos
O calendário provisório para a competição foi divulgado a 21 de março de 2013.
|  | Equipes classificadas às oitavas de final               |
|  | Equipes classificadas como melhores terceiras colocadas |
|  | Equipes eliminadas                                      |

### Grupo A
| Seleção       | Pts | J | V | E | D | GP | GC | SG |
| ------------- | --- | - | - | - | - | -- | -- | -- |
| Canadá        | 5   | 3 | 1 | 2 | 0 | 2  | 1  | +1 |
| China         | 4   | 3 | 1 | 1 | 1 | 3  | 3  | 0  |
| Países Baixos | 4   | 3 | 1 | 1 | 1 | 2  | 2  | 0  |
| Nova Zelândia | 2   | 3 | 0 | 2 | 1 | 2  | 3  | –1 |

| 6 de junho    | Canadá               | 1 – 0     | China | Estádio Commonwealth, Edmonton               |
| 16:00 (UTC−6) | Sinclair 90+2' (pen) | Relatório |       | Público: 53 058 Árbitro: UKR Kateryna Monzul |

| 6 de junho    | Nova Zelândia | 0 – 1     | Países Baixos | Estádio Commonwealth, Edmonton                  |
| 19:00 (UTC−6) |               | Relatório | Martens 33'   | Público: 53 058 Árbitro: MEX Quetzalli Alvarado |

| 11 de junho   | China           | 1 – 0     | Países Baixos | Estádio Commonwealth, Edmonton              |
| 16:00 (UTC−6) | Wang Lisi 90+1' | Relatório |               | Público: 35 544 Árbitro: COL Yeimy Martínez |

| 11 de junho   | Canadá | 0 – 0     | Nova Zelândia | Estádio Commonwealth, Edmonton                 |
| 19:00 (UTC−6) |        | Relatório |               | Público: 35 544 Árbitro: GER Bibiana Steinhaus |

| 15 de junho   | Países Baixos  | 1 – 1     | Canadá       | Estádio Olímpico, Montreal               |
| 19:30 (UTC−4) | van de Ven 87' | Relatório | Lawrence 10' | Público: 45 420 Árbitro: PRK Ri Hyang-Ok |

| 15 de junho   | China                                   | 2 – 2     | Nova Zelândia             | Estádio Winnipeg, Winnipeg                   |
| 18:30 (UTC−5) | Wang Lisi 41' (pen) · Wang Shanshan 60' | Relatório | Stott 28' · Wilkinson 64' | Público: 26 191 Árbitro: HUN Katalin Kulcsár |

### Grupo B
| Seleção         | Pts | J | V | E | D | GP | GC | SG  |
| --------------- | --- | - | - | - | - | -- | -- | --- |
| Alemanha        | 7   | 3 | 2 | 1 | 0 | 15 | 1  | +14 |
| Noruega         | 7   | 3 | 2 | 1 | 0 | 8  | 2  | +6  |
| Tailândia       | 3   | 3 | 1 | 0 | 2 | 3  | 10 | –7  |
| Costa do Marfim | 0   | 3 | 0 | 0 | 3 | 3  | 16 | –13 |

| 7 de junho    | Noruega                                          | 4 – 0     | Tailândia | Estádio Lansdowne, Ottawa                        |
| 13:00 (UTC−4) | Rønning 15' · Herlovsen 29', 34' · Hegerberg 68' | Relatório |           | Público: 20 953 Árbitro: NZL Anna-Marie Keighley |

| 7 de junho    | Alemanha                                                                                         | 10 – 0    | Costa do Marfim | Estádio Lansdowne, Ottawa                       |
| 16:00 (UTC−4) | Šašić 3', 14', 31' · Mittag 29', 35', 64' · Laudehr 71' · Däbritz 75' · Behringer 79' · Popp 85' | Relatório |                 | Público: 20 953 Árbitro: CAN Carol Anne Chenard |

| 11 de junho   | Alemanha  | 1 – 1     | Noruega    | Estádio Lansdowne, Ottawa                  |
| 16:00 (UTC−4) | Mittag 6' | Relatório | Mjelde 61' | Público: 18 987 Árbitro: ROU Teodora Albon |

| 11 de junho   | Costa do Marfim         | 2 – 3     | Tailândia                         | Estádio Lansdowne, Ottawa                   |
| 19:00 (UTC−4) | N'Guessan 4' · Nahi 88' | Relatório | Srimanee 26', 45+3' · Chawong 75' | Público: 18 987 Árbitro: USA Margaret Domka |

| 15 de junho   | Tailândia | 0 – 4     | Alemanha                                       | Estádio Winnipeg, Winnipeg                 |
| 15:00 (UTC−5) |           | Relatório | Leupolz 24' · Petermann 56', 58' · Däbritz 73' | Público: 26 191 Árbitro: ZAM Gladys Lengwe |

| 15 de junho   | Costa do Marfim | 1 – 3     | Noruega                             | Estádio Moncton, Moncton                    |
| 17:00 (UTC−3) | N'Guessan 71'   | Relatório | Hegerberg 6', 62' · Gulbrandsen 67' | Público: 7 147 Árbitro: ARG Salomé Di Iorio |

### Grupo C
| Seleção  | Pts | J | V | E | D | GP | GC | SG  |
| -------- | --- | - | - | - | - | -- | -- | --- |
| Japão    | 9   | 3 | 3 | 0 | 0 | 4  | 1  | +3  |
| Camarões | 6   | 3 | 2 | 0 | 1 | 9  | 3  | +6  |
| Suíça    | 3   | 3 | 1 | 0 | 2 | 11 | 4  | +7  |
| Equador  | 0   | 3 | 0 | 0 | 3 | 1  | 17 | –16 |

| 8 de junho    | Camarões                                                                                 | 6 – 0     | Equador | Estádio BC Place, Vancouver                  |
| 16:00 (UTC−7) | Ngono Mani 34' · Enganamouit 36', 73', 90+4' (pen) · Manie 44' (pen) · Onguéné 79' (pen) | Relatório |         | Público: 25 942 Árbitro: HUN Katalin Kulcsár |

| 8 de junho    | Japão            | 1 – 0     | Suíça | Estádio BC Place, Vancouver                 |
| 19:00 (UTC−7) | Miyama 29' (pen) | Relatório |       | Público: 25 942 Árbitro: MEX Lucila Venegas |

| 12 de junho   | Suíça | 10 – 1    | Equador         | Estádio BC Place, Vancouver            |
| 16:00 (UTC−7) | Ponce 24' (g.c.), 71' (g.c.) · Aigbogun 45+2' · Humm 47', 49', 52' · Bachmann 60' (pen), 61', 81' · Moser 76' | Relatório | Ponce 64' (pen) | Público: 31 441 Árbitro: MAS Rita Gani |

| 12 de junho   | Japão                       | 2 – 1     | Camarões   | Estádio BC Place, Vancouver                   |
| 19:00 (UTC−7) | Sameshima 6' · Sugasawa 17' | Relatório | Nchout 90' | Público: 31 441 Árbitro: SWE Pernilla Larsson |

| 16 de junho   | Equador | 0 – 1     | Japão    | Estádio Winnipeg, Winnipeg                  |
| 16:00 (UTC−5) |         | Relatório | Ōgimi 5' | Público: 14 522 Árbitro: HON Melissa Borjas |

| 16 de junho   | Suíça            | 1 – 2     | Camarões                     | Estádio Commonwealth, Edmonton                 |
| 15:00 (UTC−6) | Crnogorčević 24' | Relatório | Onguéné 47' · Ngono Mani 62' | Público: 10 177 Árbitro: URU Claudia Umpiérrez |

### Grupo D
| Seleção        | Pts | J | V | E | D | GP | GC | SG |
| -------------- | --- | - | - | - | - | -- | -- | -- |
| Estados Unidos | 7   | 3 | 2 | 1 | 0 | 4  | 1  | +3 |
| Austrália      | 4   | 3 | 1 | 1 | 1 | 4  | 4  | 0  |
| Suécia         | 3   | 3 | 0 | 3 | 0 | 4  | 4  | 0  |
| Nigéria        | 1   | 3 | 0 | 1 | 2 | 3  | 6  | –3 |

| 8 de junho    | Suécia                                             | 3 – 3     | Nigéria                              | Estádio Winnipeg, Winnipeg               |
| 15:00 (UTC−5) | Oparanozie 21' (g.c.) · Fischer 31' · Sembrant 60' | Relatório | Okobi 50' · Oshoala 53' · Ordega 87' | Público: 31 148 Árbitro: PRK Ri Hyang-Ok |

| 8 de junho    | Estados Unidos               | 3 – 1     | Austrália    | Estádio Winnipeg, Winnipeg                     |
| 18:30 (UTC−5) | Rapinoe 12', 78' · Press 61' | Relatório | De Vanna 27' | Público: 31 148 Árbitro: URU Claudia Umpiérrez |

| 12 de junho   | Austrália      | 2 – 0     | Nigéria | Estádio Winnipeg, Winnipeg                     |
| 16:00 (UTC−5) | Simon 29', 68' | Relatório |         | Público: 32 716 Árbitro: FRA Stéphane Frappart |

| 12 de junho   | Estados Unidos | 0 – 0     | Suécia | Estádio Winnipeg, Winnipeg                     |
| 19:00 (UTC−5) |                | Relatório |        | Público: 32 716 Árbitro: JPN Sachiko Yamagishi |

| 16 de junho   | Nigéria | 0 – 1     | Estados Unidos | Estádio BC Place, Vancouver                  |
| 17:00 (UTC−7) |         | Relatório | Wambach 45'    | Público: 52 193 Árbitro: UKR Kateryna Monzul |

| 16 de junho   | Austrália   | 1 – 1     | Suécia        | Estádio Commonwealth, Edmonton              |
| 18:00 (UTC−6) | De Vanna 5' | Relatório | Jakobsson 15' | Público: 10 177 Árbitro: MEX Lucila Venegas |

### Grupo E
| Seleção       | Pts | J | V | E | D | GP | GC | SG |
| ------------- | --- | - | - | - | - | -- | -- | -- |
| Brasil        | 9   | 3 | 3 | 0 | 0 | 4  | 0  | +4 |
| Coreia do Sul | 4   | 3 | 1 | 1 | 1 | 4  | 5  | –1 |
| Costa Rica    | 2   | 3 | 0 | 2 | 1 | 3  | 4  | –1 |
| Espanha       | 1   | 3 | 0 | 1 | 2 | 2  | 4  | –2 |

| 9 de junho    | Espanha    | 1 – 1     | Costa Rica       | Estádio Olímpico, Montreal                   |
| 16:00 (UTC−4) | Losada 13' | Relatório | R. Rodríguez 14' | Público: 10 175 Árbitro: ARG Salomé Di Iorio |

| 9 de junho    | Brasil                        | 2 – 0     | Coreia do Sul | Estádio Olímpico, Montreal                  |
| 19:00 (UTC−4) | Formiga 33' · Marta 53' (pen) | Relatório |               | Público: 10 175 Árbitro: SUI Esther Staubli |

| 13 de junho   | Brasil             | 1 – 0     | Espanha | Estádio Olímpico, Montreal                      |
| 16:00 (UTC−4) | Andressa Alves 44' | Relatório |         | Público: 28 623 Árbitro: CAN Carol Anne Chenard |

| 13 de junho   | Coreia do Sul                         | 2 – 2     | Costa Rica                      | Estádio Olímpico, Montreal                   |
| 19:00 (UTC−4) | Ji So-Yun 21' (pen) · Jeon Ga-Eul 25' | Relatório | Herrera 17' · K. Villalobos 89' | Público: 28 623 Árbitro: ITA Carina Vitulano |

| 17 de junho   | Costa Rica | 0 – 1     | Brasil               | Estádio Moncton, Moncton                   |
| 20:00 (UTC−3) |            | Relatório | Raquel Fernandes 83' | Público: 9 543 Árbitro: GRE Efthalia Mitsi |

| 17 de junho   | Coreia do Sul                     | 2 – 1     | Espanha     | Estádio Lansdowne, Ottawa                        |
| 19:00 (UTC−4) | Cho So-Hyun 53' · Kim Soo-Yun 78' | Relatório | Boquete 29' | Público: 21 562 Árbitro: NZL Anna-Marie Keighley |

### Grupo F
| Seleção    | Pts | J | V | E | D | GP | GC | SG |
| ---------- | --- | - | - | - | - | -- | -- | -- |
| França     | 6   | 3 | 2 | 0 | 1 | 6  | 2  | +4 |
| Inglaterra | 6   | 3 | 2 | 0 | 1 | 4  | 3  | +1 |
| Colômbia   | 4   | 3 | 1 | 1 | 1 | 4  | 3  | +1 |
| México     | 1   | 3 | 0 | 1 | 2 | 2  | 8  | –6 |

| 9 de junho    | França        | 1 – 0     | Inglaterra | Estádio Moncton, Moncton                    |
| 14:00 (UTC−3) | Le Sommer 29' | Relatório |            | Público: 11 686 Árbitro: GRE Efthalia Mitsi |

| 9 de junho    | Colômbia    | 1 – 1     | México       | Estádio Moncton, Moncton                    |
| 17:00 (UTC−3) | Montoya 82' | Relatório | V. Pérez 36' | Público: 11 686 Árbitro: CMR Therese Neguel |

| 13 de junho   | França | 0 – 2     | Colômbia                 | Estádio Moncton, Moncton               |
| 14:00 (UTC−3) |        | Relatório | Andrade 19' · Usme 90+3' | Público: 13 138 Árbitro: CHN Qin Liang |

| 13 de junho   | Inglaterra             | 2 – 1     | México       | Estádio Moncton, Moncton                         |
| 17:00 (UTC−3) | Kirby 71' · Carney 82' | Relatório | Ibarra 90+1' | Público: 13 138 Árbitro: NZL Anna-Marie Keighley |

| 17 de junho   | México | 0 – 5     | França                                                     | Estádio Lansdowne, Ottawa                      |
| 16:00 (UTC−4) |        | Relatório | Delie 1' · Ruiz 9' (g.c.) · Le Sommer 13', 36' · Henry 80' | Público: 21 562 Árbitro: JPN Sachiko Yamagishi |

| 17 de junho   | Inglaterra                      | 2 – 1     | Colômbia      | Estádio Olímpico, Montreal                      |
| 16:00 (UTC−4) | Carney 15' · Williams 38' (pen) | Relatório | Andrade 90+4' | Público: 13 862 Árbitro: CAN Carol Anne Chenard |

### Melhores terceiras classificadas
As melhores quatro seleções terceiro colocadas nos grupos também avançam para as oitavas de final.
| Seleção       | Pts | J | V | E | D | GP | GC | SG | Gr. |
| ------------- | --- | - | - | - | - | -- | -- | -- | --- |
| Colômbia      | 4   | 3 | 1 | 1 | 1 | 4  | 3  | +1 | F   |
| Países Baixos | 4   | 3 | 1 | 1 | 1 | 2  | 2  | 0  | A   |
| Suíça         | 3   | 3 | 1 | 0 | 2 | 11 | 4  | +7 | C   |
| Suécia        | 3   | 3 | 0 | 3 | 0 | 4  | 4  | 0  | D   |
| Tailândia     | 3   | 3 | 1 | 0 | 2 | 3  | 10 | –7 | B   |
| Costa Rica    | 2   | 3 | 0 | 2 | 1 | 3  | 4  | –1 | E   |

## Fase final

### Esquema
|  | Oitavas de final        | Oitavas de final        |                         |       | Quartas de final | Quartas de final |                       |                       | Semifinais | Semifinais |  |  | Final | Final |
|  |                         |                         |                         |       |                  |                  |                       |                       |            |            |  |  |       |       |
|  | 20 de junho – Edmonton  |                         |                         |       |                  |                  |                       |                       |            |            |  |  |       |       |
|  |                         |                         |                         |       |                  |                  |                       |                       |            |            |  |  |       |       |
|  | China                   | 1                       |                         |       |                  |                  |                       |                       |            |            |  |  |       |       |
|  | China                   | 1                       | 26 de junho – Ottawa    |       |                  |                  |                       |                       |            |            |  |  |       |       |
|  | Camarões                | 0                       |                         |       |                  |                  |                       |                       |            |            |  |  |       |       |
|  | Camarões                | 0                       | China                   | 0     |                  |                  |                       |                       |            |            |  |  |       |       |
|  | 22 de junho – Edmonton  |                         | China                   | 0     |                  |                  |                       |                       |            |            |  |  |       |       |
|  |                         | Estados Unidos          | 1                       |       |                  |                  |                       |                       |            |            |  |  |       |       |
|  | Estados Unidos          | Estados Unidos          | 1                       | 2     |                  |                  |                       |                       |            |            |  |  |       |       |
|  | Estados Unidos          |                         | 30 de junho – Montreal  | 2     |                  |                  |                       |                       |            |            |  |  |       |       |
|  | Colômbia                | 0                       |                         |       |                  |                  |                       |                       |            |            |  |  |       |       |
|  | Colômbia                | 0                       | Estados Unidos          | 2     |                  |                  |                       |                       |            |            |  |  |       |       |
|  | 20 de junho – Ottawa    |                         | Estados Unidos          | 2     |                  |                  |                       |                       |            |            |  |  |       |       |
|  |                         | Alemanha                | 0                       |       |                  |                  |                       |                       |            |            |  |  |       |       |
|  | Alemanha                | Alemanha                | 0                       | 4     |                  |                  |                       |                       |            |            |  |  |       |       |
|  | Alemanha                | 26 de junho – Montreal  |                         | 4     |                  |                  |                       |                       |            |            |  |  |       |       |
|  | Suécia                  | 1                       |                         |       |                  |                  |                       |                       |            |            |  |  |       |       |
|  | Suécia                  | 1                       | Alemanha (pen)          | 1 (5) |                  |                  |                       |                       |            |            |  |  |       |       |
|  | 21 de junho – Montreal  |                         | Alemanha (pen)          | 1 (5) |                  |                  |                       |                       |            |            |  |  |       |       |
|  |                         | França                  | 1 (4)                   |       |                  |                  |                       |                       |            |            |  |  |       |       |
|  | França                  | França                  | 1 (4)                   | 3     |                  |                  |                       |                       |            |            |  |  |       |       |
|  | França                  |                         | 5 de julho – Vancouver  | 3     |                  |                  |                       |                       |            |            |  |  |       |       |
|  | Coreia do Sul           | 0                       |                         |       |                  |                  |                       |                       |            |            |  |  |       |       |
|  | Coreia do Sul           | 0                       | Estados Unidos          | 5     |                  |                  |                       |                       |            |            |  |  |       |       |
|  | 21 de junho – Moncton   |                         | Estados Unidos          | 5     |                  |                  |                       |                       |            |            |  |  |       |       |
|  |                         | Japão                   | 2                       |       |                  |                  |                       |                       |            |            |  |  |       |       |
|  | Brasil                  | Japão                   | 2                       | 0     |                  |                  |                       |                       |            |            |  |  |       |       |
|  | Brasil                  | 27 de junho – Edmonton  |                         | 0     |                  |                  |                       |                       |            |            |  |  |       |       |
|  | Austrália               | 1                       |                         |       |                  |                  |                       |                       |            |            |  |  |       |       |
|  | Austrália               | 1                       | Austrália               | 0     |                  |                  |                       |                       |            |            |  |  |       |       |
|  | 23 de junho – Vancouver |                         | Austrália               | 0     |                  |                  |                       |                       |            |            |  |  |       |       |
|  |                         | Japão                   | 1                       |       |                  |                  |                       |                       |            |            |  |  |       |       |
|  | Japão                   | Japão                   | 1                       | 2     |                  |                  |                       |                       |            |            |  |  |       |       |
|  | Japão                   |                         | 1 de julho – Edmonton   | 2     |                  |                  |                       |                       |            |            |  |  |       |       |
|  | Países Baixos           | 1                       |                         |       |                  |                  |                       |                       |            |            |  |  |       |       |
|  | Países Baixos           | 1                       | Japão                   | 2     |                  |                  |                       |                       |            |            |  |  |       |       |
|  | 22 de junho – Ottawa    |                         | Japão                   | 2     |                  |                  |                       |                       |            |            |  |  |       |       |
|  |                         | Inglaterra              | 1                       |       | Terceiro lugar   | Terceiro lugar   |                       |                       |            |            |  |  |       |       |
|  | Noruega                 | Inglaterra              | 1                       | 1     | Terceiro lugar   | Terceiro lugar   |                       |                       |            |            |  |  |       |       |
|  | Noruega                 | 27 de junho – Vancouver | 27 de junho – Vancouver | 1     |                  |                  | 4 de julho – Edmonton | 4 de julho – Edmonton |            |            |  |  |       |       |
|  | Inglaterra              | 27 de junho – Vancouver | 27 de junho – Vancouver | 2     |                  |                  | 4 de julho – Edmonton | 4 de julho – Edmonton |            |            |  |  |       |       |
|  | Inglaterra              | Inglaterra              | 2                       | 2     | Alemanha         | 0                |                       |                       |            |            |  |  |       |       |
|  | 21 de junho – Vancouver | Inglaterra              | 2                       |       | Alemanha         | 0                |                       |                       |            |            |  |  |       |       |
|  |                         | Canadá                  | 1                       |       | Inglaterra (pro) | 1                |                       |                       |            |            |  |  |       |       |
|  | Canadá                  | Canadá                  | 1                       | 1     | Inglaterra (pro) | 1                |                       |                       |            |            |  |  |       |       |
|  | Canadá                  |                         |                         | 1     |                  |                  |                       |                       |            |            |  |  |       |       |
|  | Suíça                   | 0                       |                         |       |                  |                  |                       |                       |            |            |  |  |       |       |
|  | Suíça                   | 0                       |                         |       |                  |                  |                       |                       |            |            |  |  |       |       |

### Oitavas de final
| 20 de junho   | Alemanha                                         | 4 – 1     | Suécia       | Estádio Lansdowne, Ottawa                |
| 16:00 (UTC−4) | Mittag 24' · Šašić 36' (pen), 78' · Marozsán 88' | Relatório | Sembrant 82' | Público: 22 486 Árbitro: PRK Ri Hyang-Ok |

| 20 de junho   | China             | 1 – 0     | Camarões | Estádio Commonwealth, Edmonton                 |
| 17:30 (UTC−6) | Wang Shanshan 12' | Relatório |          | Público: 15 958 Árbitro: GER Bibiana Steinhaus |

| 21 de junho   | Brasil | 0 – 1     | Austrália | Estádio Moncton, Moncton                   |
| 14:00 (UTC−3) |        | Relatório | Simon 80' | Público: 12 054 Árbitro: ROU Teodora Albon |

| 21 de junho   | França                    | 3 – 0     | Coreia do Sul | Estádio Olímpico, Montreal                   |
| 16:00 (UTC−4) | Delie 4', 48' · Thomis 8' | Relatório |               | Público: 15 518 Árbitro: ARG Salomé Di Iorio |

| 21 de junho   | Canadá       | 1 – 0     | Suíça | Estádio BC Place, Vancouver                      |
| 16:30 (UTC−7) | Bélanger 52' | Relatório |       | Público: 53 855 Árbitro: NZL Anna-Marie Keighley |

| 22 de junho   | Noruega         | 1 – 2     | Inglaterra                | Estádio Lansdowne, Ottawa                   |
| 17:00 (UTC−4) | Gulbrandsen 54' | Relatório | Houghton 61' · Bronze 76' | Público: 19 829 Árbitro: SUI Esther Staubli |

| 22 de junho   | Estados Unidos               | 2 – 0     | Colômbia | Estádio Commonwealth, Edmonton                  |
| 18:00 (UTC−6) | Morgan 53' · Lloyd 66' (pen) | Relatório |          | Público: 19 412 Árbitro: FRA Stéphanie Frappart |

| 23 de junho   | Japão                        | 2 – 1     | Países Baixos    | Estádio BC Place, Vancouver                 |
| 19:00 (UTC−7) | Ariyoshi 10' · Sakaguchi 78' | Relatório | van de Ven 90+2' | Público: 28 717 Árbitro: MEX Lucila Venegas |

### Quartas de final
| 26 de junho   | Alemanha        | 1 – 1 (pro) | França    | Estádio Olímpico, Montreal                      |
| 16:00 (UTC−4) | Šašić 84' (pen) | Relatório   | Nécib 64' | Público: 24 859 Árbitro: CAN Carol Anne Chenard |

|                                        |       | Penalidades                       |  |
| Behringer Laudehr Peter Marozsán Šašić | 5 – 4 | Thiney Abily Nécib Renard Lavogez |  |

| 26 de junho   | China | 0 – 1     | Estados Unidos | Estádio Lansdowne, Ottawa                    |
| 19:30 (UTC−4) |       | Relatório | Lloyd 51'      | Público: 24 141 Árbitro: ITA Carina Vitulano |

| 27 de junho   | Austrália | 0 – 1     | Japão        | Estádio Commonwealth, Edmonton               |
| 14:00 (UTC−6) |           | Relatório | Iwabuchi 87' | Público: 19 814 Árbitro: UKR Kateryna Monzul |

| 27 de junho   | Inglaterra              | 2 – 1     | Canadá       | Estádio BC Place, Vancouver                    |
| 16:30 (UTC−7) | Taylor 11' · Bronze 14' | Relatório | Sinclair 42' | Público: 54 027 Árbitro: URU Claudia Umpiérrez |

### Semifinais
| 30 de junho   | Estados Unidos               | 2 – 0     | Alemanha | Estádio Olímpico, Montreal                 |
| 19:00 (UTC−4) | Lloyd 69' (pen) · O'Hara 84' | Relatório |          | Público: 51 176 Árbitro: ROU Teodora Albon |

| 1 de julho    | Japão                                   | 2 – 1     | Inglaterra         | Estádio Commonwealth, Edmonton                   |
| 17:00 (UTC−6) | Miyama 33' (pen) · Bassett 90+2' (g.c.) | Relatório | Williams 40' (pen) | Público: 31 467 Árbitro: NZL Anna-Marie Keighley |

### Disputa pelo terceiro lugar
| 4 de julho    | Alemanha | 0 – 1 (pro) | Inglaterra          | Estádio Commonwealth, Edmonton           |
| 14:00 (UTC−6) |          | Relatório   | Williams 108' (pen) | Público: 21 483 Árbitro: PRK Ri Hyang-Ok |

### Final
| 5 de julho    | Estados Unidos                              | 5 – 2     | Japão                           | Estádio BC Place, Vancouver                  |
| 16:00 (UTC−7) | Lloyd 3', 5', 16' · Holiday 14' · Heath 54' | Relatório | Ōgimi 27' · Johnston 52' (g.c.) | Público: 53 341 Árbitro: UKR Kateryna Monzul |

## Premiação
| Copa do Mundo de Futebol Feminino de 2015 |
| Estados Unidos                            |
| ----------------------------------------- |
| Estados Unidos Campeã (3.º título)        |

| Chuteira de Ouro | Bola de Ouro | Luva de Ouro | Jogadora Jovem    | Troféu FIFA Fair Play |
| ---------------- | ------------ | ------------ | ----------------- | --------------------- |
| Célia Šašić      | Carli Lloyd  | Hope Solo    | Kadeisha Buchanan | França                |

## Artilharia
6 gols (2)
- GER Célia Šašić
- USA Carli Lloyd

5 gols (1)
- GER Anja Mittag

3 gols (9)
- AUS Kyah Simon
- CMR Gaëlle Enganamouit
- ENG Fara Williams
- FRA Eugénie Le Sommer
- FRA Marie-Laure Delie
- NOR Ada Hegerberg
- SUI Fabienne Humm
- SUI Ramona Bachmann

2 gols (20)
- AUS Lisa De Vanna
- CAN Christine Sinclair
- CHN Wang Lisi
- CHN Wang Shanshan
- CIV Ange N'Guessan
- CMR Gabrielle Onguéné
- CMR Madeleine Ngono Mani
- COL Lady Andrade
- ENG Karen Carney
- ENG Lucy Bronze
- GER Lena Petermann
- GER Sara Däbritz
- JPN Aya Miyama
- JPN Yūki Ōgimi
- NED Kirsten van de Ven
- NOR Isabell Herlovsen
- NOR Solveig Gulbrandsen
- SWE Linda Sembrant
- THA Orathai Srimanee
- USA Megan Rapinoe

1 gol (59)
- BRA Andressa Alves
- BRA Formiga
- BRA Marta
- BRA Raquel Fernandes
- CAN Ashley Lawrence
- CAN Josée Bélanger
- CIV Josée Nahi
- CMR Ajara Nchout
- CMR Christine Manie
- COL Catalina Usme
- COL Daniela Montoya
- CRC Karla Villalobos
- CRC Melissa Herrera
- CRC Raquel Rodríguez
- ECU Angie Ponce
- ENG Fran Kirby
- ENG Jodie Taylor
- ENG Steph Houghton
- ESP Verónica Boquete
- ESP Victoria Losada
- FRA Amandine Henry
- FRA Élodie Thomis
- FRA Louisa Nécib
- GER Alexandra Popp
- GER Dzsenifer Marozsán
- GER Melanie Behringer
- GER Melanie Leupolz
- GER Simone Laudehr
- JPN Aya Sameshima
- JPN Mana Iwabuchi
- JPN Mizuho Sakaguchi
- JPN Saori Ariyoshi
- JPN Yuika Sugasawa
- KOR Cho So-Hyun
- KOR Jeon Ga-Eul
- KOR Ji So-Yun
- KOR Kim Soo-Yun
- MEX Fabiola Ibarra
- MEX Verónica Pérez
- NED Lieke Martens
- NGA Asisat Oshoala
- NGA Francisca Ordega
- NGA Ngozi Okobi
- NOR Maren Mjelde
- NOR Trine Bjerke Rønning
- NZL Hannah Wilkinson
- NZL Rebekah Stott
- SUI Ana-Maria Crnogorčević
- SUI Eseosa Aigbogun
- SUI Martina Moser
- SWE Nilla Fischer
- SWE Sofia Jakobsson
- THA Thanatta Chawong
- USA Abby Wambach
- USA Alex Morgan
- USA Christen Press
- USA Kelley O'Hara
- USA Lauren Holiday
- USA Tobin Heath

Gols contra (4)
- ENG Laura Bassett (para o Japão)
- MEX Jennifer Ruiz (para a França)
- NGA Desire Oparanozie (para a Suécia)
- USA Julie Johnston (para o Japão)

2 gols contra (1)
- ECU Angie Ponce (para a Suíça)